# Ренчицкий, Пётр Николаевич
Пётр Николаевич Ренчицкий (1874, Черкассы — 1941, Москва) — русский и советский пианист, музыковед, композитор, педагог.

## Биография
Пётр Ренчицкий родился 29 июня (11 июля) 1874 года в городе Черкассы Киевской губернии. В 1893 году окончил Харьковское музыкальное училище по классу фортепиано у А. В. Шульц-Эвлера. В 1896 году окончил юридический факультет Московского университета. С 1904 по 1906 год брал уроки композиции композиции у С. И. Танеева.
В 1906—1918 преподавал игру на фортепиано в различных учебных заведениях Москвы. В 1919—1934 годах — преподаватель Музыкального техникума имени А. К. Глазунова. В 1927—1928 годах преподавал в Московской консерватории на кафедре теории и истории звуковых систем. В 1934—1941 годах — преподаватель Музыкального училища имени М. М. Ипполитова-Иванова. В 1939—1941 годах преподавал вопросы первоначального музыкального развития и образования в Центральном заочном музыкально-педагогическом институте повышения квалификации
В 1910 году стал членом общества «Музыкально-теоретическая библиотека». В 1920—1921 годах входил в комиссию по реформе музыкального образования в РСФСР при музыкальном отделе Наркомпроса. В 1921-1931 годах один из учредителей и действительный член, заместитель председателя Учёного совета Государственного института музыкальной науки (ГИМН). В 1923 году стал действительным членом Государственной академии художественных наук (ГАХН). В 1936 году получил диплом Московской консерватории.
Пётр Николаевич Ренчицкий является автором ряда музыкальных произведений, среди которых вокально-симфоническое «Славление» (1937), произведение для фортепиано «Трагическая поэма» (1941), романсы «Ночь нежна», «Закрой глаза», «Расстались мы», «Так дольше жить нельзя», «Красавица», «Осень», «Вы, только вы», «Серенада», «Безлунная ночь», «Звездочка» и другие.
Жил в Москве на Зубовской площади, 5/36. Скончался 20 сентября 1941 года.

## Сочинения
- Учение об энгармонизме. М., 1930;
- Пути рационализации музыкальной грамоты. М.; Л., 1940.